# Хидродинамичка спојница
Хидродинамичка спојница, хидро претварач или ванглер је тип хидрауличне спојнице (квачила) код возила са аутоматским мењачем. Хидродинамичка спојница са састоји од две турбине прибијене једна уз другу, једна се окреће заједно са мотором док се друга покреће под притиском уља када се притисне педала гас. Поједностављено речено уље у конвертеру је „ламела”. Такође возила са аутоматским мењачем немају замајац (конвертер има функцију замајца) већ флекс плејт који је доста лакши, за њега се причвршћује конвертер и пали возило (исто као и замајац је назубљен).